# Альборан

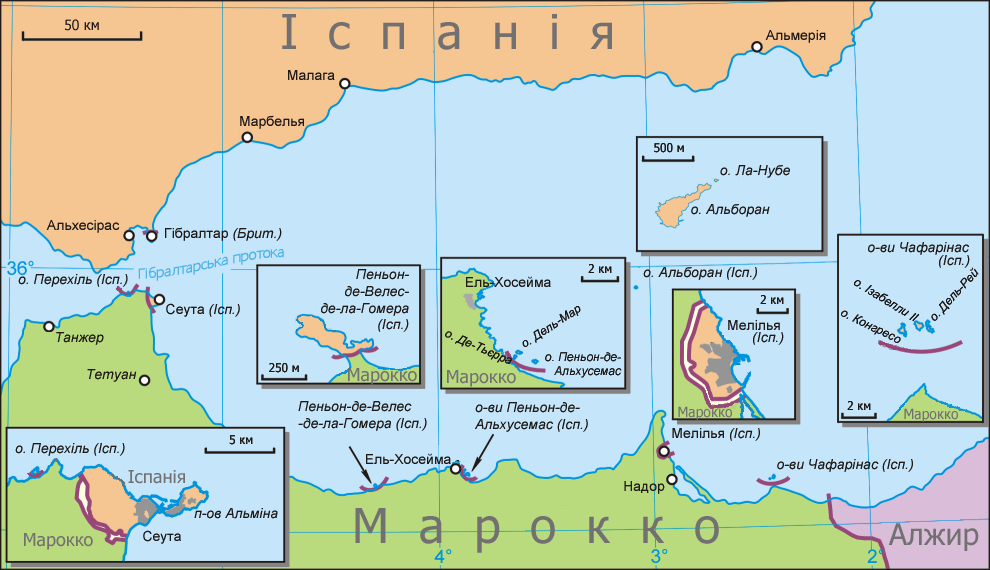
Іспанські володіння у Північній Африці

Альбора́н (ісп. Alborán) — невеликий вулканічний острів у західної частині Середземного моря, проміж Іспанією і Марокко. Іспанія володіє островом від 1540 року. Окрім невеликого іспанського гарнізону, на острові немає постійного населення. Належність острова заперечується Марокко.

## Географія
- Географічні координати: 35°50′ пн. ш. 3°02′ зх. д. / 35.833° пн. ш. 3.033° зх. д..
- Площа: близько 71200 м² (7,12 га).
- Висота над рівнем моря: острів становить з себе практично плоску скельну платформу, яка підіймається з моря на висоту близько 15 м.
- Розташування: за 90 км від іспанської Альмерії, за 50 км від мису Тлета-Мадарі на марокканському узбережжі.

За 100 м на південний схід розташований острівець Ла-Нубе (ісп. La Nube — «хмара»).
Острів, розташований у сейсмічній зоні на стику Африканської й Іберійської геологічних платформ, був епіцентром багатьох землетрусів різної інтенсивності. У 1899 році на острові був відкритий новий мінерал, який одержав назву альбораніт.
У 2003 році парламент Андалусії прийняв закон про оголошення острова і довколишніх вод національним природним заповідником. Альборан — єдиний острів в світі, де зростає рідкісна рослина Diplotaxis siettiana.
В адміністративному відношенні острів є частиною території муніципалітету Альмерії, автономна область Андалусія.

## Історія
Назва острова походить від імені туніського корсара Аль-Борані, який використовував острів як якірну стоянку і базу для нападів на кораблі, що йшли Гібралтарською протокою, і на узбережні поселення на іспанському березі довкола Альмерії. Альборан був захоплений Іспанією в 1540 році, коли ескадра іспанських галер на чолі з Бернардіно де Мендосою перехватила у острова флотилію берберських піратів, яка складалася з 16 кораблів з екіпажем близько 2500 чоловіків. Флотилія під командою Карамані і Алі Хамета, старих союзників відомого пірата Барбароси, поверталася до Алжиру після наїзду на Гібралтар. В ході жорстокого бою, в якому загинуло понад 650 чоловіків, перемога була на боці іспанців, і острів Альборан був приєднаний до іспанських володінь.
Перший докладний опис острова був виконаний у 1898 році австрійським ерцгерцогом Людвігом Сальватором.
Незважаючи на невеликий розмір, острів є цінним своїм стратегічним розташуванням у східного входу до Гібралтарської протоки. В середині 1960-х років декілька радянських рибальських суден робили спроби заснувати на острові постійну базу, за здогадами для спостереження за кораблями, що проходять через протоку. З метою запобігти таким спробам на острові був розміщений невеличкий гарнізон іспанських морських піхотинців.
На острові є маяк, який працює в автоматичному режимі.